# Султана Рачо Петрова
Султана Рачо Петрова е българска общественичка и мемоаристка.

## Биография
Султана Петрова е родена около 1869 година в Тулча в чорбаджийско семейство, произхождащо от Жеравна. Баща ѝ Пантелей Минчович е военен лекар в османския флот, а след Освобождението – политик от Консервативната партия. Негов баща е Димитраки бей Теодоров.
Петрова получава образованието си в Кралския френски колеж в Букурещ и през 1885 година отива при семейството си в София. През следващата година се жени за Рачо Петров, офицер, който по това време е началник на Щаба на армията, а по-късно неколкократно е военен министър и министър-председател. През следващите десетилетия тя е сред видните фигури в столичния светски живот.
Председателка е на Дамския комитет, който сформира и изпраща българска болница в Далечния изток по време на Руско-японската война през 1905. Работи като милосърдна сестра по време на Балканските войни. Домакин е на болницата в Ниш през Първата световна война.
През 1919 година Султана и Рачо Петрови се развеждат, като през следващите години водят шумни съдебни дела един срещу друг. През 1922 година Султана Петрова издава свои „Спомени“, втора част на които е издадена след смъртта ѝ.
През 1943 година, по време на Втората световна война, дъщерята на Султана Петрова Влада Карастоянова е осъдена на смърт за държавна измяна, след като напуска страната нелегално и започва работа за британската радиостанция Би Би Си. През пролетта на 1944 година самата Султана Петрова е изпратена в лагера „Свети Кирик“, където остава до падането на правителството на Добри Божилов през юли същата година. След като България преминава на страната на Обединените нации, тя е почетен председател на Българо-английското дружество.
Султана Петрова умира на 16 ноември 1946 година в София.

## Награди
Получава грамоти за почетно членство и награждаването ѝ с ордена на Руския и Австрийския червен кръст – за оказаната помощ на Дамския комитет в България през Руско-японската война в 1905 г. при обзавеждане на българската болница в Далечния изток и участието ѝ като милосердна сестра в Първата световна война.

## Цитирани източници
- Кьосева, Цветана. Буров взел 6 млн. лв. от „развода на 20 век“ //  trud.bg.   trud.bg, 2009. Посетен на 26 септември 2015.[неработеща препратка]
- Недев, Недю. Три държавни преврата или Кимон Георгиев и неговото време.   София, „Сиела“, 2007. ISBN 978-954-28-0163-4.
- Славчева, Диана. Българските червенокръстци //  desant.net.   desant.net, 2010. Посетен на 26 септември 2015.
- Филипов, Никола. Концлагеристката с бастунчето //  desant.net.   desant.net, 2014. Посетен на 26 септември 2015.
- Султана х.Минчович //  gtrees.net.   gtrees.net, 2015.  Архивиран от оригинала на 2018-09-09. Посетен на 26 септември 2015.
- Из моите спомени – том 1 //   УИ Св. Климент Охридски, 2015. Посетен на 26 септември 2015.